# El Puente (gemeente in Santa Cruz)
El Puente is een gemeente (municipio) in de Boliviaanse provincie Guarayos in het departement Santa Cruz. De gemeente telt 13.300 inwoners (2010). De hoofdplaats is El Puente.